# جوزيف دوفي
جوزيف دوفي (بالإنجليزية: Joseph Duffy) (18 فبراير 1988 في جمهورية أيرلندا - ) هو لاعب تايكوندو وفنان قتال مختلط وملاكم أيرلندي.

## روابط خارجية
- جوزيف دوفي على موقع IMDb (الإنجليزية)
- جوزيف دوفي على موقع بوكس ريك (الإنجليزية) (registration required)
- جوزيف دوفي على موقع يو إف سي (الإنجليزية)
- جوزيف دوفي على موقع شيردوغ (الإنجليزية)
- جوزيف دوفي على موقع Tapology.com (الإنجليزية)